# Louis Quenault

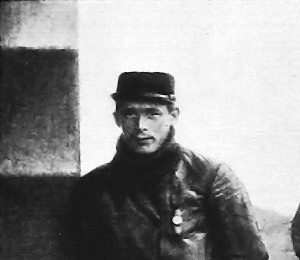
Louis Quenault.

Louis Jean Eugène Quenault (02 de outubro de 1892 11.º arrondissement de Paris, França — 26 de abril de 1958 (65 anos) Marselha, França), foi um aviador francês na Primeira Guerra Mundial famoso por ter participado do primeiro combate aéreo bem-sucedido da história.

## Biografia
De origem popular, Louis Quenault é filho natural de uma cozinheira luxemburguesa, Marie Lanners. Reconhecido aos treze anos por Eugène-Léon Quenault, ele leva seu nome.
Cabo mecânico de manutenção designado ao Sargento Piloto Joseph Frantz no Esquadrão V 24 de Reconhecimento Aéreo, ele foi seu companheiro de equipe a bordo do biplano Voisin LA III Salmson, número 89, durante a missão que os confrontou, em 5 de outubro de 1914, a um Avião de reconhecimento alemão Aviatik B.I sobre Jonchery-sur-Vesle (Marne).
Durante o combate aéreo que se seguiu, Quenault atuou na metralhadora Hotchkiss Mle 1914 montada no Voisin. Seu segundo disparo destruiu o oponente. O Aviatik caiu dentro das linhas francesas, o que permitiu que essa vitória fosse oficialmente confirmada. A tripulação francesa obteve assim a primeira vitória aérea da história. Comemorados pela imprensa por sua façanha de armas, os dois homens também foram condecorados com a autoridade militar, Frantz sendo condecorado com a Legião de Honra e Quenault com a Medalha Militar.
Quenault foi então designado para a divisão de fuzileiros navais de Villacoublay em 25 de janeiro de 1915. Casado duas vezes após a guerra, viveu em Marselha da década de 1930 até sua morte. Seus restos mortais estão no cemitério de Peyruis (Alpes-de-Haute-Provence).

## Condecoração
- Médaille Militaire